# LP (chanteuse)
Pour les articles homonymes, voir LP.
Laura Pergolizzi, dite LP, née le 18 mars 1981 à Huntington sur l'île de Long Island (État de New York), est une chanteuse, auteure-compositrice-interprète et musicienne américano-italienne,,,.

## Biographie

### Carrière
En treize ans, elle sort trois albums qui ne rencontrent pas le succès : Heart-Shaped Scar (2001), Suburban Sprawl & Alcohol (2004) et Forever For Now (2014). Elle est alors plus connue dans le milieu musical pour composer des chansons pour d'autres artistes, comme Cheers pour Rihanna, The Beautiful People pour Christina Aguilera et Love Will Keep You Up All Night pour Backstreet Boys.
En 2016, LP sort un EP de cinq titres intitulé Death Valley. Porté par le single Lost on You, le disque est un succès en Europe. Le 20 septembre 2016, elle chante pour la première fois dans une salle parisienne, au Café de la Danse, où elle présente l'album Lost on You qui sort ensuite le 9 décembre 2016. C'est lors de ce passage en France qu'elle fait la rencontre de Mylène Farmer qui lui propose de co-écrire une chanson.
Le 22 juin 2018 sort un duo de LP et Mylène Farmer intitulé N'oublie pas, composé par LP avec des paroles de Mylène Farmer. Le clip est tourné en Islande par Laurent Boutonnat.

### Influences musicales
LP cite parmi ses sources d'inspiration, Freddie Mercury et Queen, David Bowie, Madonna, Bob Dylan, Aretha Franklin, Joni Mitchell ou encore Chrissie Hynde.

### Vie privée
Après avoir fréquenté l'actrice Tamzin Brown, LP se fiance le 9 juillet 2017 en Toscane avec la chanteuse et mannequin Lauren Ruth Ward,, qui apparaît d'ailleurs dans plusieurs de ses clips : Lost On You, Other People, Tightrope et When We're High. Réciproquement, LP apparaît dans le clip Make Love To Myself de Lauren Ruth Ward. En 2019, LP se met en couple avec l’actrice mexicaine Julieta Grajales (en). LP est lesbienne et a déclaré lors d'une interview être de genre neutre,. Le 20 juin 2022, Julieta Grajales a annoncé qu'elles étaient séparées depuis près d'un mois.
LP est en couple depuis mai 2023 avec Iveta Maurerová (cs), mannequin tchèque, lauréate de nombreux concours de beauté nationaux et internationaux et membre de l'équipe de production de Miss République tchèque. En 2018, elle a remporté le concours national de beauté Miss République tchèque et le concours international de beauté Miss GlobalCity Temperament en Chine. Elle apparaît dans le clip Dayglow, écrit et chanté par LP.

## Discographie

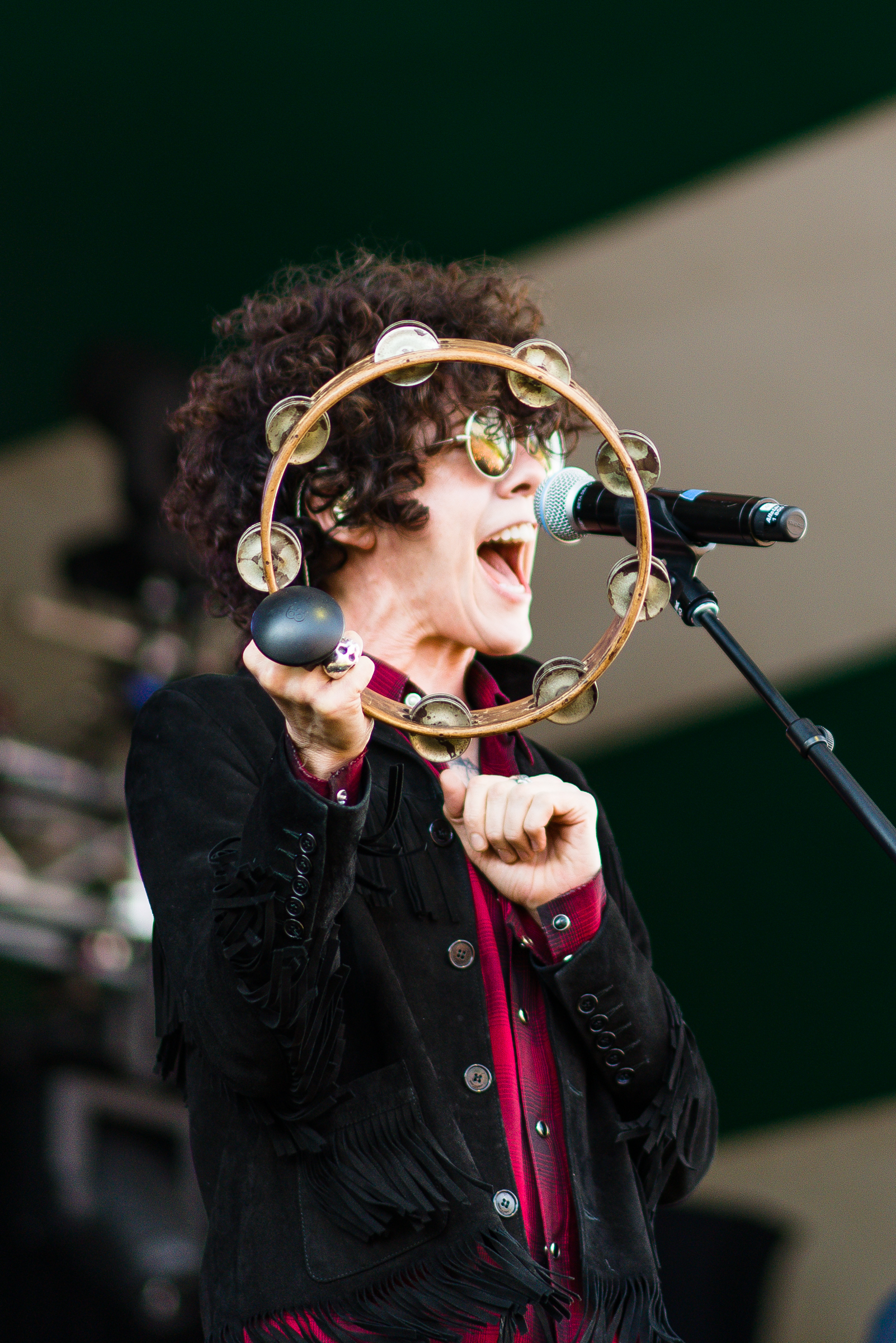
LP à Edmonton en 2016.

### Albums studio
- 2001 : Heart-Shaped Scar
- 2004 : Suburban Sprawl & Alcohol
- 2014 : Forever For Now
- 2016 : Lost on You
- 2018 : Heart to Mouth (album) (en)
- 2021 : Churches
- 2023 : Love Lines

### EP
- 2012 : Into The Wild: Live at East West Studios
- 2012 : Spotify Sessions
- 2016 : Death Valley
- 2017 : Other People
- 2018 : N'oublie pas (feat. Mylène Farmer)

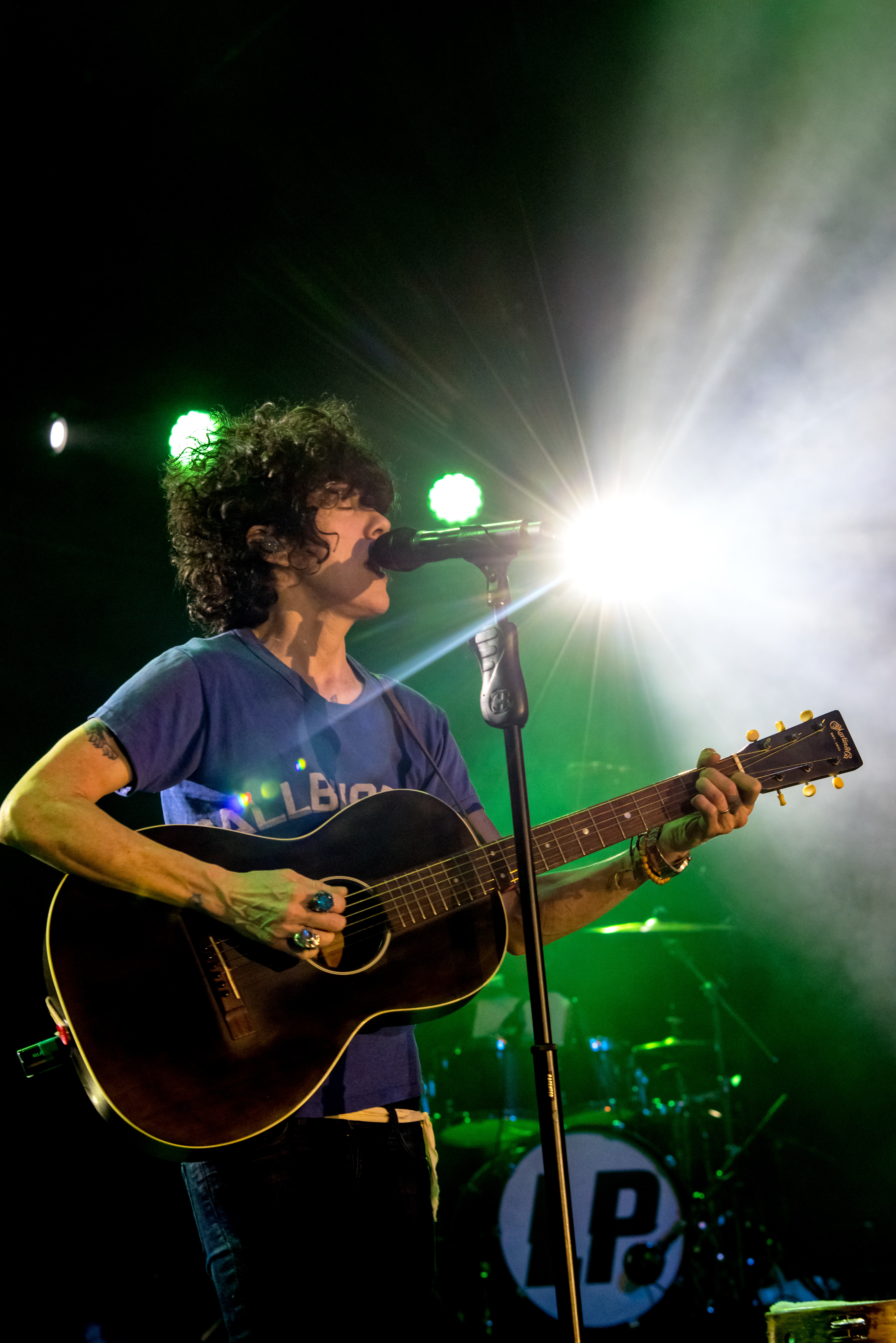
LP à Fribourg-en-Brisgau en 2018.

### Compositrice
| Titre                           | Année | Artiste                          | Album               | Label              |
| ------------------------------- | ----- | -------------------------------- | ------------------- | ------------------ |
| Love Will Keep You Up All Night | 2007  | Backstreet Boys                  | Unbreakable         | Jive               |
| Standing Where You Left Me      | 2010  | Erik Hassle                      | Taken EP            | Roxy/EMI/Universal |
| More Is More                    | 2010  | Heidi Montag                     | Superficial         | Warner Bros.       |
| Twisted                         | 2010  | Heidi Montag                     | Superficial         | Warner Bros.       |
| Hey Boy                         | 2010  | Heidi Montag                     | Superficial         | Warner Bros.       |
| Love It or Leave It             | 2010  | Heidi Montag                     | Superficial         | Warner Bros.       |
| Beautiful People                | 2010  | Christina Aguilera               | Burlesque           | RCA Records        |
| Cheers (Drink to That)          | 2011  | Rihanna                          | Loud                | Island Def Jam     |
| You Don't Get to Know           | 2011  | Hitomi                           |                     | Avex/Japan         |
| Waiting Outside the Lines Remix | 2011  | Greyson Chance featuring Charice |                     | Geffen             |
| Afraid to Sleep                 | 2011  | Vicci Martinez (The Voice)       |                     | Universal Republic |
| I'm Still Hot                   | 2011  | Luciana                          |                     | Violent Lips       |
| Happening                       | 2012  | Chiddy Bang                      |                     | EMI Records        |
| Hi-Roller Baby                  | 2012  | Joe Walsh                        | Analog Man          | Concord Music      |
| Shine Ya Light                  | 2012  | Rita Ora                         | Ora                 | Roc Nation         |
| Lolita                          | 2012  | The Veronicas                    |                     | Sire Records       |
| Fingerprint                     | 2012  | Leona Lewis                      | Glassheart          | Sony Music         |
| Red                             | 2013  | Cher                             | Closer to the Truth | Warner Bros.       |
| Pride                           | 2013  | Cher                             | Closer to the Truth | Warner Bros.       |
| Tidal Wave                      | 2014  | Karmin                           | Pulses              | Epic               |
| Human                           | 2014  | Cher Lloyd                       | Sorry I'm Late      | Epic               |
| Line of Fire                    | 2014  | The Veronicas                    | The Veronicas       | Sony Music         |
| N'oublie pas                    | 2018  | Mylène Farmer                    | Désobéissance       | Sony Music         |
| Des larmes                      | 2018  | Mylène Farmer                    | Désobéissance       | Sony Music         |

## Titres réutilisés

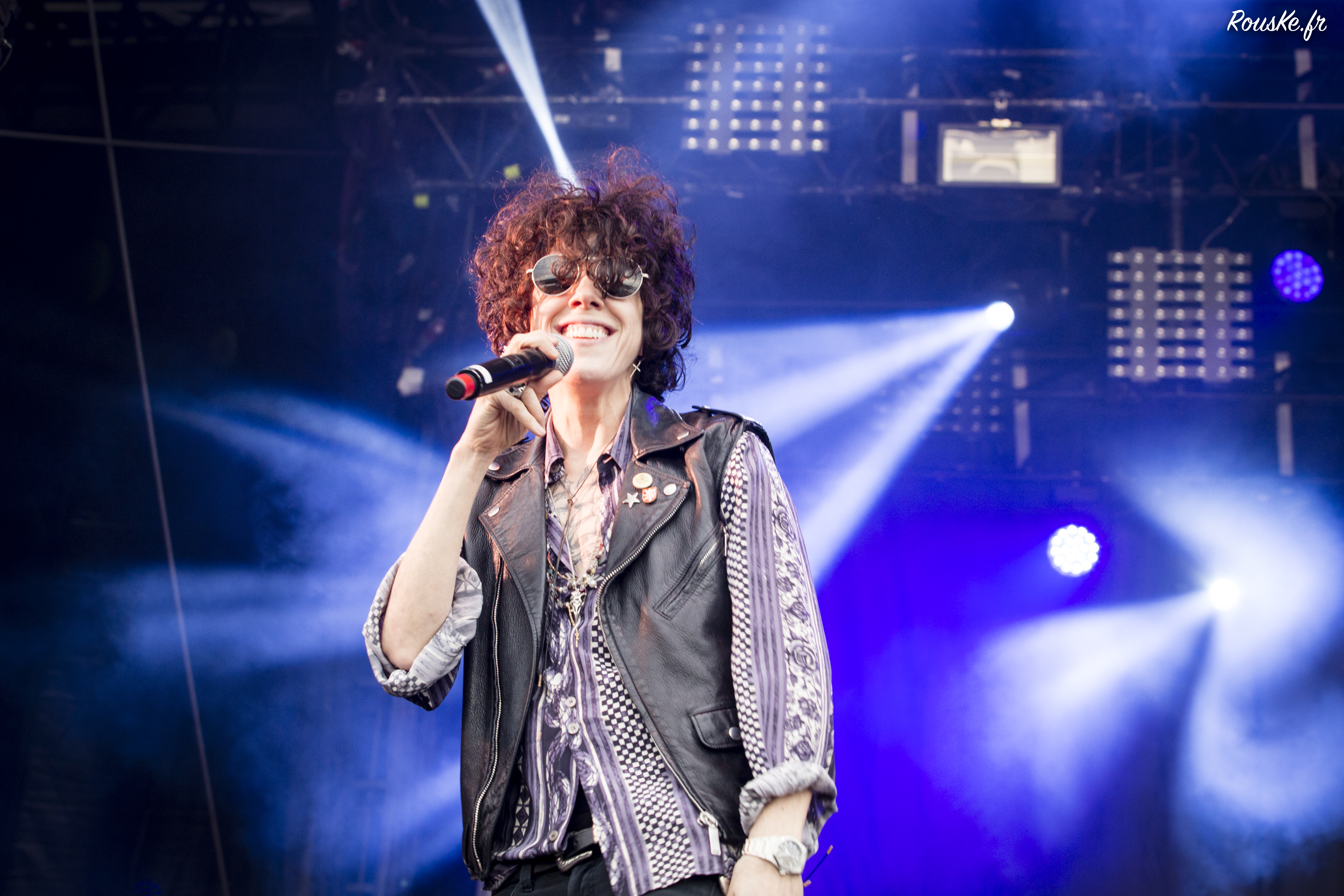
LP à Paris en 2017.

- 2006 : South of Nowhere : Wasted, BO de la saison 2
- 2012 : Being Human : Into The Wild, dans l'épisode 12 de la seconde saison
- 2016 : Orange is the New Black : Muddy Waters, dans l'épisode final de la quatrième saison
- 2017 : La Colle : Lost On You, à la fin du film
- 2018 : Sam : Lost On You, dans les premier et dernier épisodes de la saison 2
- 2019 : La Reine du sud : Muddy Waters, dans l’épisode 8 de la saison 3
- 2019 : Good Doctor : Muddy Waters, dans l’épisode 16 de la saison 2
- 2021 : Riverdale : The One That You Love, dans l'épisode 19 de la saison 5